# 上古卷轴II：匕首雨
《上古卷轴II：匕首雨》（正确翻译上古卷轴II：匕落）是一款由贝塞斯达软件公司开发、发行于1996年的奇幻类开放世界型动作角色扮演游戏。这是上古卷轴系列游戏的第二部作品、《上古卷轴：竞技场》的续作。该游戏运行于DOS系统。
2009年7月9日，在上古卷轴系列15周年之际，官方提供了《上古卷轴II》的免费下载。